# Phintella reinhardti
Phintella reinhardti là một loài nhện trong họ Salticidae.
Loài này thuộc chi Phintella. Phintella reinhardti được Tord Tamerlan Teodor Thorell miêu tả năm 1891.